# Liban na Zimowych Igrzyskach Olimpijskich 1948
Liban na Zimowych Igrzyskach Olimpijskich 1948 w Sankt Moritz reprezentowało dwóch zawodników, którzy wystartowali w narciarstwie alpejskim.
Był to pierwszy start Libanu na zimowych igrzyskach olimpijskich.

## Kadra

### Narciarstwo alpejskie

#### Mężczyźni
Zjazd
| Zawodnik       | Czas            | Miejsce         |
| -------------- | --------------- | --------------- |
| Ibrahim Geagea | Dyskwalifikacja | Dyskwalifikacja |

Slalom specjalny
| Zawodnik       | Czas 1. przejazdu | Czas 2. przejazdu | Łączny czas | Pozycja |
| -------------- | ----------------- | ----------------- | ----------- | ------- |
| Ibrahim Geagea | 2:49,3            | 1:44,8            | 4:34,1      | 66.     |

Kombinacja
| Zawodnik    | Zjazd                  | Zjazd                  | Zjazd                  | Slalom            | Slalom            | Slalom  | Slalom | Łącznie                  | Łącznie                  |
| Zawodnik    | Czas                   | Pozycja                | Punkty                 | Czas 1. przejazdu | Czas 2. przejazdu | Pozycja | Punkty | Punkty                   | Pozycja                  |
| ----------- | ---------------------- | ---------------------- | ---------------------- | ----------------- | ----------------- | ------- | ------ | ------------------------ | ------------------------ |
| Munir Itani | Nie ukończył przejazdu | Nie ukończył przejazdu | Nie ukończył przejazdu | -                 | -                 | -       | -      | Nie ukończył konkurencji | Nie ukończył konkurencji |